# Jacobo Aconcio

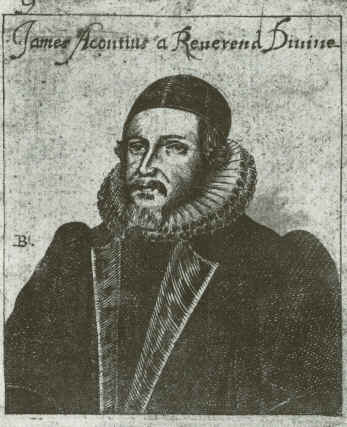
Jacobo Aconcio

Jacobo Aconcio (en italiano Jacopo o Giacomo Aconcio; 7 de septiembre de 1492 - c. 1566) fue un jurista, teólogo, filósofo e ingeniero italiano.
Tradicionalmente se creyó que había nacido en Trento, aunque probablemente fuese en Ossana.
Fue uno de los italianos, como Pietro Martire y Bernardino Ochino, que repudiaron la doctrina papal y terminaron hallando refugio en Inglaterra. Como ellos, su revuelta contra el catolicismo adoptó una forma más extrema que el luteranismo, y tras una estancia temporal en Suiza y Estrasburgo (entre 1557 y 1558), llegó a Inglaterra poco después de la coronación de Isabel I (1559). Había estudiado leyes y teología, pero su profesión era la de ingeniero, y gracias a ello encontró empleo en el gobierno inglés.
Se le concedió la nacionalidad el 8 de octubre de 1561. Estuvo ocupado durante un tiempo en el drenaje de los pantanos de Plumstead, para cuyo objeto aprobó el Parlamento varias leyes en esa época. En 1564 fue enviado a informar sobre las fortificaciones de Berwick, estando registrado su informe en la Record Office.
Su importancia se debe a su contribución a la historia de la tolerancia religiosa. Antes de llegar a Inglaterra había publicado un tratado sobre los métodos de investigación, De Methodo, hoc est, de recte investigandarum tradendarumque Scientiarum ratione, y su espíritu crítico le situó fuera de todas las sociedades religiosas reconocidas de su época.
A su llegada a Londres se había unido a la Iglesia Reformada Holandesa en el antiguo convento de los Agustinos, pero estaba «infectado de opiniones anabaptistas y arrianistas» y fue excluido de los sacramentos por Grindal, obispo de Londres. La auténtica naturaleza de su heterodoxia se revela en su Stratagematum Satanae libri octo, abreviado a veces Stratagemata Satanae (adviértase que eliminar las dos últimas palabras justifica la desaparición del genitivo), publicada en 1565 y traducida a varios idiomas. Las Estratagemas de Satán son los imperativos dogmáticos que dividen a la iglesia cristiana. Aconcio se esforzó en hallar el denominador común de los diversos imperativos, siendo éste la doctrina esencial y el resto inmaterial. Para llegar a esta base común, tuvo que reducir el dogma a un nivel bajo, y su resultado era generalmente repudiado.
Selden aplicó a Aconcio el comentario ubi bene, nil melius; ubi male, nemo pejus. La dedicación de tal obra a la reina Isabel ilustra la tolerancia o laxitud religiosa durante los primeros años de su reinado. Aconcio halló otro patrón en el conde de Leicester, y murió sobre 1566.

## Publicaciones
- Stratagematum Satanae libri octo (1565)[6]
- De methodo sive recta investigandarum tradendariumque artium ac scientarum ratione libellus, en una colección De studiis bene instituendis (1558)[5]
- Somma brevissima della dottrina cristiana
- Una esortazione al timor di Dio[7]
- Delle osservazioni et avvertimenti che haver si debbono nel legger delle historie